# Amphiura aestuarii
Amphiura aestuarii is een slangster uit de familie Amphiuridae.
De wetenschappelijke naam van de soort werd in 1915 gepubliceerd door Matsumoto.